# Encyrtus saissetiae
Encyrtus saissetiae is een vliesvleugelig insect uit de familie Encyrtidae. De wetenschappelijke naam is voor het eerst geldig gepubliceerd in 1945 door Yasumatsu & Yoshimura.